# Унифлор
Унифлор (порт. Uniflor) — муниципалитет в Бразилии, входит в штат Парана. Составная часть мезорегиона Северо-центральной части штата Парана. Входит в экономико-статистический микрорегион Асторга. Население составляет 2140 человек на 2006 год. Занимает площадь 94,819 км². Плотность населения — 22,6 чел./км².
Праздник города — 15 ноября.

## История
Город основан в 1961 году.

## Статистика
- Валовой внутренний продукт на 2003 год составляет 16 751 655,00 реалов (данные: Бразильский институт географии и статистики).
- Валовой внутренний продукт на душу населения на 2003 год составляет 7471,75 реалов (данные: Бразильский институт географии и статистики).
- Индекс развития человеческого потенциала на 2000 год составляет 0,734 (данные: Программа развития ООН).

## География
Климат местности: субтропический. В соответствии с классификацией Кёппена, климат относится к категории Cfa.